# Invandrarförening
Invandrarförening är en organisation i ett land som syftar till att knyta samman personer från ett eller flera andra länder.
Oftast uppstår en invandrarförening i samband med att ett större antal invandrare från något land kommer till ett annat land. Det finns då behov att hjälpa varandra i den främmande miljön och en förening blir ofta grundad som stöd för detta. 
Invandrarföreningar är oftast opolitiska och ideella. Förutom medlemsavgifter får dessa ofta ekonomiskt stöd från sina respektive hemländer.